# De Wirden
De Wirden (Fries: De Wurden) is een buurtschap en streeknaam in de gemeente Noardeast-Fryslân, in de Nederlandse provincie Friesland. De Wirden ligt ten zuidoosten Ee, ten zuidwesten van Engwierum en ten  noordoosten van Oudwoude. De buurtschap bestaat uit enkele boerderijen aan de Dellenswei. Ten oosten van De Wirden ligt de buurtschap De Dellen, waar de straatnaam naar genoemd is. Net ten zuiden van de buurtschap stroomt de Nieuwe Zwemmer.

## Geschiedenis
Het oudste gebouw van de buurtschap anno 2019 dateert uit 1870. Maar de buurtschap werd in 1543 al vermeld als Worden en in de 18e en 19e eeuw als De Wirden. De buurtschap is waarschijnlijk nog ouder en is ontstaan op een tweetal huisterpen. De plaatsnaam bevestigt dat en wijst op een voor bebouwing opgeworpen hoogten (werth).
De plaatsnaam Worden duidt erop dat er mogelijk sprake was van oostelijke Nedersaksische invloed. In het oostelijke deel van de toenmalige Kollumerland en Nieuwkruisland werd namelijk veelvuldig het Nedersaksisch gesproken.
De buurtschap duikt in 1850 in het kadaster op als Wirden. In 1970 verandert dat in De Wirden. In 2014 kreeg De Wirden een eigen plaatsnaambord.
Steden, dorpen en gehuchten: Aalsum · Anjum · Augsbuurt · Birdaard · Blija · Bornwird · Brantgum · Burum · Dokkum · Ee · Engwierum · Ferwerd · Foudgum · Genum · Hallum · Hantum · Hantumeruitburen · Hantumhuizen · Hiaure · Hogebeintum · Holwerd · Janum · Jislum · Jouswier · Kollum · Kollumerpomp · Kollumerzwaag · Lichtaard · Lioessens · Marrum · Metslawier · Munnekezijl · Moddergat · Morra · Nes · Niawier · Oosternijkerk · Oostmahorn · Oostrum · Oudwoude · Paesens · Raard · Reitsum · Ternaard · Triemen · Veenklooster · Waaxens · Wanswerd · Warfstermolen · Westergeest · Wetsens · Wierum · Zwagerbosch

Buurtschappen: Abbewier · Bartlehiem (deels) · Beintemahuis · Betterwird · Bollingawier · Bonte Hond · Bornwirdhuizen · Boteburen · Brandeburen · De Dellen · De Keegen · De Kolk · De Leegte · De Rijp · De Wirden · De Schans · Dijkshorne · Dokkumer Nieuwe Zijlen · Drieboerehuizen · Ezumazijl · Groot Medhuizen · Halfweg · Hallumerhoek · Hanenburg · Hantumerhoek · Huis ter Noord · Kettingwier · Klein Medhuizen · Kletterbuurt · Kollumeroudzijl · Krabburen · Laagland · Lutkewier · Molenbuurt · Nieuwland · Oudeterp · Oudwouderzijlen · Reidswal · Scharnehuizen · Stiem · Teerd · Teijeburen · Tergracht (deels) · Ter Lune · Tibma · Tilburen · Tiltjeburen · Vaardeburen · Veldburen · Vijfhuizen (Hallum) · Vijfhuizen (Ternaard) · Visbuurt · Weerdeburen · Westerburen · Westernijkerk · Wie · Wijgeest · Zevenhuizen

Streken: 't Schoor · Galilea · It Paradyske · Lutkelaard · Sibrandahuis · Steenharst · Steenvak · Wildpad (deels) · Zandbulten · Zwagerveen

Friesland: Steden en dorpen      Nederland: Provincies · Gemeenten